# Посьядала, Альберт
Альберт Посьядала (пол. Albert Posiadała; род. 25 февраля 2003, Седльце, Мазовецкое воеводство) — польский футболист, вратарь клуба «Молде».

## Карьера

### Начало карьеры
Воспитанник футбольной академии седльцевской «Погони», в которой долгое время провёл за юношеские команды. В 2019 году футболист стал подтягиваться к играм с основной командой. Дебютный матч за клуб футболист сыграл 28 августа 2020 года против клуба «Хойничанка». В августе 2021 года футболист присоединился к клубу «Свит». В клубе футболист смог быстро закрепиться в роли основного вратаря. В марте 2022 года футболиста выкупил польский клуб «Радомяк», однако оставил вратаря на правах арендного соглашения в «Свите» до конца сезона. В июле 2022 года футболист на правах арендного соглашения присоединился к пулавской «Висле». В клубе футболист сразу же стал основным вратарём, после чего в январе 2023 года был отозван в «Радомяк».

### «Радомяк»
В январе 2023 года футболист был заявлен в основную команду клуба «Радомяк», где стал выступать в роли резервного вратаря. Дебютировал за клуб футболист 27 мая 2023 года в матче заключительного тура польского чемпионата против щецинской «Погони». Новый сезон футболист начинал на скамейке запасных. Первый матч в новом сезоне футболист сыграл 13 августа 2023 года против щецинской «Погони». Затем футболист смог закрепиться в клубе, став основным вратарём. За первую половину сезона футболист провёл за клуб 15 матчей в чемпионате, в которых 4 раза оставлял свои ворота нетронутыми.

### «Молде»
В феврале 2024 года футболист перешёл в норвежский клуб «Молде», с которым подписал четырёхлетний контракт.